# La última búsqueda
La última búsqueda es una película de Argentina filmada en colores dirigida por Pepe Tobal sobre su propio guion con la colaboración de Fernando Moyano en la investigación que se estrenó en la ciudad de Córdoba el 7 de diciembre de 2018. La película trata sobre el accidente aéreo ocurrido el 3 de noviembre de 1965 en el trayecto entre Panamá y Costa Rica  en el que perdieron la vida 54 cadetes de la Escuela de Aviación Militar de Córdoba y 14 personas entre tripulantes y autoridades de la Fuerza Aérea Argentina.

## Sinopsis
En la primera parte cuenta el viaje del avión TC-48, más conocido como El avión de los cadetes, y además de testimonios de amigos y compañeros de estudio de los cadetes incluye una representación en blanco y negro de lo que pudo haber ocurrido. La segunda parte sigue el viaje de una de las hijas de los desaparecidos, por la selva de Costa Rica, en busca de rastros.

## Críticas
Alejandro Lingenti en La Nación opinó:

”Si hay algo que llama poderosamente la atención de este documental es la similitud de la triste historia que cuenta con la reciente tragedia del ARA San Juan. …A más de 50 años de aquellos hechos, la película retoma con un riguroso trabajo de investigación ese drama, que todavía sigue abierto.”

Pablo O. Scholz en Clarín escribió:

”…No hubo rastros. En verdad, sí. Es lo que cuenta con minuciosidad La última búsqueda. Se encontraron pertenencias de los que viajaban, como una cédula. Pero luego distintas pericias determinaron que nunca había tenido contacto con el agua. Porque no se sabe si el avión cayó en tierra o en el mar…. Porque los cuerpos no se encontraron.Porque, en verdad, no se sabe nada….Se relata que hubo indios que vieron el avión; que uno de ellos, cuando iba a guiar hacia donde estaban los restos, apareció muerto. La imposibilidad de saber qué es lo que sucedió abre conjeturas, y también siembra incógnitas y permite pensar en complots y ocultamientos. La película no puede resolver la angustia, pero recuerda algo que sucedió, no se sabe si por negligencia, que es a lo que más se apunta, porque el estado de la aeronave no era precisamente el mejor. Está bien narrada, y no deja de inquietar.”